# Hakkōda-san
Hakkōda-san é um filme japonês de 1977, do gênero drama de guerra, dirigido por Shirō Moritani, com roteiro de Shinobu Hashimoto.
Rebatizado em inglês como Mount Hakkoda, foi selecionado como representante do Japão à edição do Oscar 1978, organizada pela Academia de Artes e Ciências Cinematográficas.

## Sinopse
Durante o inverno de 1902, dois regimentos de infantaria do Exército Imperial Japonês preparam-se nas montanhas Hakkoda para a guerra contra o Império Russo.

## Elenco
- Shōgo Shimada - gen. Tomoda
- Ken Takakura - cap. Tokushima
- Hideji Otaki - cel. Nakabayashi
- Kin'ya Kitaōji - cap. Kanda
- Tetsurō Tanba - cel. Kojima
- Rentarō Mikuni - mj. Yamada
- Komaki Kurihara - Hatsuko Kanda
- Akira Hamada - tte. Tanabe
- Mariko Kaga - Taeko Tokushima
- Yuzo Kayama - Kurata
- Kumiko Akiyoshi - Sawa Takiguchi